# Toon van Raaij
Antonius Martinus (Toon) van Raaij (Gassel, 12 mei 1904 – Beers, 25 november 1982) was een Nederlands politicus.
Hij werd geboren als zoon van Cornelis Martinus van Raaij (1872-1951; landbouwer) en Anna Maria Peters (1872-1938). A.M. van Raaij was volontair bij de gemeente Beers voor hij in 1926 bij de gemeente Duiven benoemd werd tot ambtenaar ter secretarie. Rond 1935 werd hij gemeentesecretaris van Beers. In 1937 volgde daar zijn benoeming tot burgemeester. Tijdens een gemeentelijke herindeling in 1942 werden de gemeenten Gassel en Linden opgeheven en werden (deels) toegevoegd aan de gemeente Beers. P.J. Wijnhoven was in 1943 tijdens ziekteverlof van Van Raaij waarnemend burgemeester van Beers. In juni 1969 ging Van Raaij daar met pensioen. In 1970 onthulde hij in Beers het straatnaambord van de naar hem vernoemde 'Burgemeester van Raaijstraat'. Hij overleed eind 1982 op 78-jarige leeftijd. Zijn schoonvader W.J.H. Verstraaten is burgemeester van Mill en Sint Hubert geweest.